# 天理郵便局
天理郵便局（てんりゆうびんきょく）は、奈良県天理市にある郵便局。民営化前の分類では集配普通郵便局であった。

## 概要
住所：〒632-8799 奈良県天理市川原城町296-5

## 沿革
- 1872年2月3日（明治4年12月25日） - 丹波市（たんばいち）郵便取扱所として開設[1]。
- 1875年（明治8年）1月1日 - 丹波市郵便局（五等）となる。
- 1885年（明治18年）5月1日 - 貯金取扱を開始。
- 1886年（明治19年）3月1日 - 為替取扱を開始。
- 1897年（明治30年）3月26日 - 丹波市郵便電信局となる。
- 1903年（明治36年）4月1日 - 通信官署官制の施行に伴い丹波市郵便局となる。
- 1948年（昭和23年）4月16日 - 特定郵便局から普通郵便局へ局種別改定[2]。
- 1954年（昭和29年）6月1日 - 天理郵便局に改称。
- 1955年（昭和30年）7月1日 - 電話通話事務の取扱を開始。
- 1956年（昭和31年）1月 - 局舎新築落成。
- 1956年（昭和31年）3月16日 - 和文電報受付事務の取扱を開始。
- 1963年（昭和38年）11月15日 - 櫟本郵便局[3]、二階堂郵便局、柳本郵便局から集配業務を移管。
- 1991年（平成3年）10月1日 - 外国通貨の両替および旅行小切手の売買に関する業務取扱を開始。
- 2007年（平成19年）10月1日 - 民営化に伴い、併設された郵便事業天理支店に一部業務を移管。
- 2012年（平成24年）10月1日 - 日本郵便株式会社発足に伴い、郵便事業天理支店を天理郵便局に統合。

## 取扱内容
- 郵便、印紙、ゆうパック、内容証明
- 貯金、為替、振替、振込、国際送金、外貨両替・トラベラーズチェック、国債、投資信託
- 生命保険、バイク自賠責保険、自動車保険
- ゆうちょ銀行ATM
- 「632-00xx」区域（天理市内（長滝町・福住町・山田町を除く[4]））の集配業務
- ゆうゆう窓口

## 風景印
- 図案は天理教本殿と天理プール、布留山の遠望。局名表記は「天理」
- 使用開始日は1956年（昭和31年）1月15日

## 周辺
- 天理市役所（天理市庁）
- 天理教教会本部
- 天理大学
- 天理警察署
- 局舎前に東京オリンピックのゴールドポスト（第62号）が設置されている（ゴールドポストプロジェクト[5]）。

## アクセス
- JR桜井線、近鉄天理線 天理駅から東へ400m（徒歩約9分）
- 奈良交通バス 天理中大路停留所下車
- 西名阪自動車道、名阪国道 天理ICから南へ約2km
- 国道169号沿い
- 駐車場あり：11台